# كيم كروسبي (ممثلة)
كيم كروسبي (بالإنجليزية: Kim Crosby)‏ هي مغنية وممثلة أمريكية، ولدت في 11 يوليو 1960 في فورت سميث في الولايات المتحدة.

## أعمال

### أفلام
- طرزان في مانهاتن

## وصلات خارجية
- كيم كروسبي (ممثلة) على موقع IMDb (الإنجليزية)
- كيم كروسبي (ممثلة) على موقع ميوزك برينز (الإنجليزية)
- كيم كروسبي (ممثلة) على موقع قاعدة بيانات برودواي على الإنترنت (الإنجليزية)
- كيم كروسبي (ممثلة) على موقع قاعدة بيانات الفيلم (الإنجليزية)